# Бум-уикър
Бум-уикър е ударен музикален инструмент от групата на идиофоните.

## Устройство
Инструментът представлява набор от пластмасови тръби, които се удрят една в друга подобно на клавесите, за да издават различни звуци.
Друга разновидност на бум-уикър са назъбени тръби подобно на хармоника, което позволява те да бъдат гъвкави и да се огъват. В единия си край отворът е малко по-разширен. При завъртане тръбите идават свистящ звук подобен на инструмента вятърна машина. Колкото по-бързо се върти бум-уикърът, толкова повече се изправя, а звукът става по-висок. Колкото повече се забавя бум-уикърът, толкова повече се накланя и звукът става по-нисък.

## Употреба
Използва се за имитиране на звука на вятър в симфоничните оркестри, но има значително по-тих звук в сравнение с инструмента вятърна машина.